# Фольвариско
Фольвариско (пол. Folwarczysko; укр. Фільварисько) — частина села Типин у Польщі, в Люблінському воєводстві Томашівського повіту, ґміни Томашів.

## Історія
Первісним населенням Фольвариска були русини-лемки, які компактно проживали на своїх історичних землях. 